# Musikprotokoll
Il Musikprotokoll (ortografia corretta: musikprotokoll) è una piattaforma di festival per la musica contemporanea e sperimentale. Fondato nel 1968 da Emil Breisach, il festival è organizzato ogni anno dalla Österreichischer Rundfunk (Radio austriaca), nell'ambito dell'Autunno Stiriano in Stiria. Le opere selezionate saranno trasmesse da Radio Austria 1.
Il Musikprotokoll funge da sorta di laboratorio per nuovi sviluppi musicali, coprendo un campo eterogeneo e contemporaneo di generi: musica orchestrale, musica d'insieme, improvvisazione, performance, installazione sonora e, in molti casi, opere appositamente sviluppate e prodotte per il festival.

## Gestione e curatori
- 1968–1970: direttori Ernst Ludwig Uray e Peter Vujica
- 1971–1973: direttori Karl Ernst Hoffmann e Peter Vujica
- 1974–1988: direttore Karl Ernst Hoffmann; curatore: Karl Ernst Hoffmann, 1988 insieme a Georg Friedrich Haas
- 1989–1991: direttore Peter Oswald
- 1992–1994: direttore Solf Schäfer
- 1995–2012: direttore Christian Scheib, curatori: Susanna Niedermayr e Christian Scheib
- 2013–oggi : direttore Elke Tschaikner, curatori: Elke Tschaikner, Susanna Niedermayr, Christian Scheib e Fränk Zimmer

## Il Musikprotokoll nelle reti dell'UE
Nel 2007 il Musikprotokoll, insieme al Club Transmediale e numerosi altri organizzatori europei, ha fondato la rete di festival ECAS, European Cities Of Advanced Sound (Città europee del suono avanzato), che in seguito si è estesa alla rete ICAS, International Cities of Advanced Sound (Città internazionali del suono avanzato). Il Musikprotokoll fa parte di SHAPE (Sound, Heterogeneous Art and Performance in Europe) (Suono, arte eterogenea e spettacolo in Europa) del progetto della piattaforma UE per la musica innovativa e l'arte audiovisiva. Ogni anno 16 festival e associazioni d'arte europee nominano musicisti e artisti promettenti e li presentano come parte del festival.

## Incarichi di composizione basati su opere Emil Breisach
Dal 2013 il Musikprotokoll assegna l'incarico  di composizione su Emil Breisach ai compositori:
- 2013: Katharina Klement
- 2014: Erin Gee
- 2015: Wen Liu
- 2016: Gerhard E.Winkler
- 2017: Peter Jakober
- 2018: William Dougherty

## Pubblicazioni
- Das Rauschen. Hrsg. Sabine Sanio e Christian Scheib. Hofheim am Taunus: Nuvola 1995. ISBN 3-923 997-66-3
- Form - Luxus, Kalkül und Abstinenz. Hrsg. Sabine Sanio e Christian Scheib. Saarbrücken: Pavone 1999. ISBN 3897270854
- Bilder - Verbot und Verlangen in Kunst und Musik. Sabine Sanio e Christian Scheib (Hrsg.). Saarbrücken: Pavone 2000. ISBN 3-89727-130-3
- Europäische Meridiane. Neue Musik-Territorien in Europa. Reportagen aus Ländern im Umbruch. Hrsg. Susanna Niedermayr e Christian Scheib. Saarbrücken: Pavone, 2003. ISBN 3-89727-247-4
- Übertragung - Transfer - Metapher. Kulturtechniken, ihre Visionen und Obsessionen, Hrsg. Sabine Sanio e Christian Scheib. Bielefel: Kerber 2004. ISBN 3-936646-88-0

## CD/mp3/DVD
- 30 Jahre musikprotokoll. Moderne in Österreich 1968–1997. Edition Zeit-Ton. (CD-Box mit 6 CDs, 1997) ORF MP 30
- musikprotokoll 1997 (CD, 1997) MP97 ORF 15
- electronics musikprootkoll im steirischen herbst 1998. (CD, 1998)
- Dieb 13 - Restructuring (CD, 1999) ORF CD 260 charizma 13
- reMI AutomataINak (DVD, 2000) ORF DVD mp 00 705
- Alien City alien productions. (DVD, 2003) ORF DVD MP01 706
- 40x Gegenwart – 40x musikprotokoll. 40 Jahre musikprotokoll. (DVD, 2007) ORF DVD MP903
- musikprotokoll 2011 (MICA mp3 - Compilation, 2012) ONIEV00009000001
- Die Logik der Engel. Musik aus dem 13., 14. und dem 21. Jahrhundert. (CD, 2017) ORF-CD 3199 LC 11428